# Займища
Займища (Заплави, Заплавини), (рос. займища, англ. bottomland meadow, floodplain meadow; нім. Niederungen f pl, Marsche f pl) – великі низинні торфові болота трясовинного підтипу. Характерні для Сибіру. 
Потужність корисної товщі очеретяного, осокового, осоково-гіпнового торфу - 0,5-2,0 м. Зольність торфу понад 20%. 
Розміри 3. - до десятків тис. га. 
При розробці 3. застосовується фрезерний спосіб видобутку торфу.